# Roberto Latini
Roberto Latini (Roma, 7 giugno 1970) è un attore, regista e drammaturgo italiano.

## Biografia
Nato e cresciuto a Roma, dopo il diploma di maturità classica al Liceo Tasso, si iscrive alla "Scuola di recitazione e di Ricerca Teatrale, Il Mulino di Fiora", diretta da Perla Peragallo, dove si diploma nel 1992. Con i compagni di corso Nicola D'Angelis e Maximilian La Monica fonda l'Associazione Teatro Es. Nel frattempo conclude gli studi presso la facoltà di Lettere e Filosofia dell'Università degli Studi di Roma "La Sapienza" con una tesi su Shakespeare.
Nel 1998, con Ilaria Drago (attrice e autrice), Gianluca Misiti (musicista e compositore) e Max Mugnai (disegno luci) fonda Fortebraccio Teatro.
Con il progetto artistico Dell'anima e delle forme (La ballata del vecchio marinaio, Essere e non - gli spettri in Shakespeare, Caligola), basato sulla riscrittura dei testi, nel 1999 Fortebraccio Teatro ottiene il riconoscimento ministeriale.
Nel 2000 porta in scena Parole, polvere e vapore in collaborazione con gli Acustimantico.
A partire dall'anno 2000 presenta il progetto artistico Radiovisioni (Buio re - da Edipo a Edipo in radiovisione, Per Ecuba - Amleto, neutro plurale, Ubu incatenato, Le madonne - personaggi shakespeariani in motion capture, Iago - concerto scenico con pretesto occasionalmente shakespeariano per voce dissidente, Radiovisioni, Desdemona e Otello sono morti), prosecuzione delle precedenti esperienze radiofoniche con Rai Radio 3, con l'utilizzo in scena dei microfoni e, successivamente, anche del motion capture (Ubu incatenato, 2005).
Nel 2007 assume la direzione del Teatro San Martino di Bologna; esperienza che si conclude nel 2012 per «la mancata attenzione delle istituzioni». Nel 2007 presenta Nnord, omaggio a Leo de Berardinis che nel 1974, con Perla Peragallo, aveva portato in scena Sudd. Nel 2009 interpreta Mercuzio in Scene da Romeo e Giulietta di Federico Tiezzi. Nel 2010, con Sandro Lombardi, porta in scena L'uomo dal fiore in bocca, nel quale i due protagonisti sono vestiti da clown. Dopo tre anni tra Roma e Bologna, nel 2010 diventa residente nella città delle due torri.
Avvia il progetto Noosfera, una trilogia composta da Noosfera Lucignolo (2010), Noosfera Titanic (2011) e Noosfera Museum (2013), dove il termine noosfera, nella concezione di Pierre Teilhard de Chardin, indica la coscienza collettiva degli esseri umani.
Nel 2013 viene chiamato da Antonio Latella a impersonare Truffaldino/Arlecchino nella versione di Ken Ponzio de Il servitore di due padroni, interpretazione che gli vale il Premio Ubu per il miglior attore.
Nel 2014, sul palcoscenico con l'attrice Federica Fracassi, rilegge I giganti della montagna, poi ripreso in versione definitiva per attore solo.
Nel 2016 realizza, con Barbara Weigel, Amleto + Die Fortinbrasmaschine, ispirato a Hamletmachine di Heiner Müller che a sua volta rivisitava l'Amleto di Shakespeare. Nel 2017 presenta Cantico dei Cantici, rilettura del testo biblico in forma di trasmissione radiofonica con la voce di Latini mediata dai microfoni; interpretazione che gli vale il Premio Ubu per il miglior attore. Nel maggio dello stesso anno si trasferisce a Milano. Nel 2018 viene incaricato dal Piccolo Teatro di Milano a dirigere Il teatro comico, commedia alla base della riforma goldoniana e che Roberto Latini definisce «coscienza del teatro»; in scena con Roberto Latini alcuni ex allievi di Leo de Berardinis: Elena Bucci, Marco Manchisi e Marco Sgrosso. 
Nel 2019 la compagnia Fortebraccio Teatro rinuncia al finanziamento ministeriale e avvia una collaborazione con la compagnia Lombardi-Tiezzi.
In Exitu di Giovanni Testori, è il primo spettacolo prodotto dalla compagnia Lombardi-Triezzi e presentato al Napoli Teatro Festival Italia (Teatro Nuovo di Napoli, 8 giugno 2019); poi invitato alla 49ª Biennale di Venezia (2021).
Nel 2019, nell'ambito di Matera capitale europea della cultura, presenta Mangiafoco, ispirato al capitolo del "Gran Teatro dei Burattini" di Pinocchio, riflessione sull'attore sia burattino che burattinaio nel quale Roberto Latini coinvolge ancora Elena Bucci, Marco Manchisi e Marco Sgrosso dopo l'esperienza del Teatro comico. Mangiafoco viene riconosciuto "Miglior spettacolo di prosa" al Premio Le Maschere del Teatro italiano 2021.
Nel 2020 è il "padrino" del Kilowatt Festival a Sansepolcro, intitolato "Viaggio al termine della notte", dove presenta un programma articolato in: un'installazione sonora interattiva per uno spettatore alla volta intitolato Carta Carbone; una serie di letture di giovani drammaturghi divisi in 5 diversi appuntamenti dal comune titolo Nnord _ Paralipomena e parerga; un incontro pubblico intitolato La tradizione dell'Innovazione e infine lo spettacolo Amleto + Die Fortinbrasmaschine. 
Sempre nel 2020 è attore nella regia di Carmelo Rifici, in una produzione del LAC di Lugano, per I Cenci di Artaud musicati da Giorgio Battistelli e presentato a Lugano, Reggio Emilia e alla Biennale di Venezia.
Nel 2021, è regista associato presso il GLA, Gruppo di Lavoro Artistico voluto dal Teatro Metastasio di Prato. Successivamente, è Mefistofele in Faust Rapsodia (Dal ciel sino all’inferno)  per la regia di Luca Micheletti per Ravenna Festival e nello stesso anno, presenta a Bologna, per Epica Festival la prima parte di Venere e Adone (siamo della stessa mancanza di cui son fatti i sogni), con debutto successivo, in forma definitiva, al Teatro Vascello di Roma, nel maggio dell'anno seguente.
Nell'ottobre 2021 debutta al Teatro Metastasio di Prato L'Armata Brancaleone, adattamento teatrale dall'omonimo film, nel quale sono coinvolti anche Elena Bucci, nel ruolo del protagonista, e Marco Sgrosso.
Seguono a sua firma, interpretazione e regia: Pagliacci All'uscita, da Leoncavallo e Pirandello, presentato al Teatro Vascello di Roma, nell'ottobre del 2023, e a breve distanza l'anteprima al Teatro delle Passioni di Modena, di Giulietta e Romeo - stai leggero nel salto, con successivo debutto al Festival Inequilibrio di Castiglioncello.
Parallelamente è attore per: Medea, di Euripide, regia di Federico Tiezzi al Teatro Greco di Siracusa (2023), con repliche al Teatro Grande di Pompei e al Teatro Romano di Verona; Come tremano le cose riflesse nell'acqua (čajka), drammaturgia e regia di Liv Ferracchiati, Piccolo Teatro, Milano (2024); Edipo Re, di Sofocle, drammaturgia di Fabrizio Sinisi, regia di Andrea De Rosa, TPE Teatro Astra, Torino (2024); Aiace, di Sofocle, regia di Luca Micheletti, Siracusa (2024); Macbeth, di Shakespeare, per la regia di Jacopo Gassmann con debutto al Teatro Mercadante di Napoli (2024); Elettra, di Sofocle, regia di Roberto Andò, Teatro Greco di Siracusa (2025);  
Per il triennio 2025-2027 è il Direttore Artistico di OrizzontiFestival a Chiusi (SI).

## Teatro
- A che punto è la notte, di Nicola D'Angelis, Maximilian La Monica, Roberto Latini (1992)
- Dal nuovo mondo, di Nicola D'Angelis, Maximilian La Monica, Roberto Latini (1993)
- Clessidra, di Roberto Latini (1994)
- Epifanie d'una tempesta, da Shakespeare, regia di Roberto Latini (1995/1996)
- Maldipalco, monologo (1997)
- Jago, di Roberto Latini (1998)
- Simurgh, di Antonio Cipriani e Ilaria Drago, regia di Ilaria Drago (1998)
- Strade - sei proposte per il prossimo millennio, di Roberto Latini (1999)
- La quiete prima, testo e regia di Roberto Latini (2000)
- La ballata del vecchio marinaio, da Coleridge, di Ilaria Drago e Roberto Latini (2000)
- Shir, testo e regia di Roberto Paci Dalò (2000)
- Parole, polvere e vapore, testo e regia di Roberto Latini (2000)
- Essere e non - gli spettri in Shakespeare, di Roberto Latini (2001)
- Howie the rookie, di Mark O'Rowe, regia di Ascanio Celestini e Roberto Latini (2001)
- Il formicaio, di Marco Andreoli, regia di Roberto Latini (2001)
- Caligola, da Albert Camus (2002)
- Carta e ferro, di Roberto Latini (2002)
- Coro, di Roberto Latini (2002)
- Scatola nera, di Roberto Latini (2003)
- Buio re - da Edipo a Edipo in radiovisione, di Roberto Latini (2003)
- La morte di Danton, di Georg Büchner, regia di Aleksandar Popovski, Gibellina (2003)
- Edipo a Colono, di Sofocle, regia di Mario Martone, Teatro di Roma (2004)
- Per Ecuba - Amleto, neutro plurale, di Roberto Latini (2004)
- Ubu incatenato, di Alfred Jarry, regia di Roberto Latini (2005)
- Le madonne - personaggi shakespeariani in motion capture, di Roberto Latini (2006)
- La delicatezza del poco e del niente, da testi di Mariangela Gualtieri (2006)
- Il misantropo Molière/Crimp, da Molière e Martin Crimp, regia di Fabrizio Arcuri, Santarcangelo di Romagna (2006)
- Ardisco, non ordisco, da lettere di Gabriele D'Annunzio (2006)
- Iago - concerto scenico con pretesto occasionalmente shakespeariano per voce dissidente e musica complice, di Roberto Latini (2007)
- Nnord, testo e regia di Roberto Latini (2007)
- Radiovisioni, di Roberto Latini e Gianluca Misiti (2008)
- Bikini Bum Bum - due pezzi intorno a una fenomenologia dello spirito, drammaturgia e regia di Roberto Latini (2008)
- Desdemona e Otello sono morti, di Roberto Latini e Monica Piseddu (2009)
- Scene da Romeo e Giulietta, drammaturgia di Federico Tiezzi, Barbara Weigel, Giovanni Scandella, regia di Federico Tiezzi, Teatro Fabbricone di Prato (2009)
- L'uomo dal fiore in bocca, di Luigi Pirandello, drammaturgia di Sandro Lombardi, regia di Roberto Latini, Museo nazionale del Bargello (2010)
- Noosfera Lucignolo, di Roberto Latini (2010)
- Antigone, di Jean Anouilh, regia di Maurizio Panici (2010)
- Noosfera Titanic, di Roberto Latini (2011)
- Ubu Roi, di Alfred Jarry, regia di Roberto Latini, Teatro Fabbricone di Prato (2012)
- Seppure voleste colpire - programma di battaglie per la resistenza teatrale, a cura di Roberto Latini (2012)
- Scene di Woyzeck. Büchner/Berg, di Georg Büchner e Alban Berg, regia di Federico Tiezzi (2013)
- Noosfera Museum, di Roberto Latini (2013)
- Il servitore di due padroni, da Carlo Goldoni, drammaturgia di Ken Ponzio, regia di Antonio Latella, Teatro Bonci di Cesena (2013)
- I giganti della montagna, di Luigi Pirandello, adattamento e regia di Roberto Latini, Festival Orizzonti di Chiusi (2014)
- Metamorfosi (di forme mutate in corpi nuovi), da Ovidio, regia di Roberto Latini (2015)
- Angeli Cacacazzi ovvero Ah, come starei bene a vive se fossi morto, di Elena Stancanelli, regia Fabrizio Arcuri, Teatro di Roma (2015)
- Amleto + Die Fortinbrasmaschine, drammaturgia di Roberto Latini e Barbara Weigel, regia Roberto Latini (2016)
- Cantico dei Cantici, adattamento e regia di Roberto Latini (2017)
- Animula vagula blandula, di Roberto Latini (2017)
- Quartett, di Heiner Müller,  regia di Roberto Latini, Teatro Metastasio di Prato (2017)
- Il teatro comico, di Carlo Goldoni, regia di Roberto Latini, Piccolo Teatro di Milano (2018)
- Sei. E dunque, perché si fa meraviglia di noi?, drammaturgia e regia di Roberto Latini (2018)
- I Cenci, di Giorgio Battistelli, regia Carmelo Rifici, Conservatorio della Svizzera italiana (2018)
- In Exitu, di Giovanni Testori, regia di Roberto Latini, Napoli Teatro Festival Italia (2019)
- Mangiafoco, drammaturgia e regia di Roberto Latini, Matera (2019)
- Into Latino Roberti (в латино Роберти), prima puntata, Primavera dei Teatri (2020)
- Venere e Adone (siamo della stessa mancanza di cui son fatti i sogni), di Roberto Latini (2021)
- L'Armata Brancaleone, drammaturgia e regia di Roberto Latini, Teatro Metastasio di Prato (2021)
- Smarrita e soave - Adriano, poeta, tra poeti, Castel Sant'Angelo (2022)
- Danzando con il Mostro, Teatro Piccinni, Bari (2022)
- Medea, di Euripide, regia di Federico Tiezzi, Siracusa (2023)
- Pagliacci All'uscita, da Ruggero Leoncavallo e Luigi Pirandello, drammaturgia e regia di Roberto Latini, La Fabbrica dell’Attore/Teatro Vascello (2023)
- Giulietta e Romeo - stai leggero nel salto, da William Shakespeare, drammaturgia e regia di Roberto Latini, ERT / Teatro Nazionale (2023)
- Come tremano le cose riflesse nell'acqua (čajka), drammaturgia e regia di Liv Ferracchiati, Piccolo Teatro, Milano (2024)
- Edipo Re, di Sofocle, adattamento e regia di Andrea De Rosa, TPE Teatro Astra, Torino (2024)
- Aiace, di Sofocle, regia di Luca Micheletti, Teatro Greco di Siracusa (2024)
- Macbeth, di William Shakespeare, regia di Jacopo Gassman, Teatro Nazionale di Napoli (2024)
- Elettra, di Sofocle, regia di Roberto Andò, Teatro Greco di Siracusa (2025)
- Antigone di Jean Anouilh, regia e adattamento di Roberto Latini, Teatro romano di Ostia (2025)
- Ànghelos – verso Il Vangelo secondo Matteo trascritto da Pier Paolo Pasolini, drammaturgia e regia di Roberto Latini (2025)

## Filmografia

### Cinema
- La pecora nera, regia di Ascanio Celestini (2010)
- Il film più bello del mondo ovvero Bombolone, regia di Lorenzo Berti (2011)
- Non sono quello che sono, regia di Edoardo Leo (2023)
- Confidenza, regia di Daniele Luchetti (2024)

### Cortometraggi
- Epicentro, regia di Leandro Picarella (2018)

### Televisione
- Romanzo criminale - La serie - serie TV, episodi 1x01 e 1x10 (2008-2009)

## Radio
- Appunti di volo, di Laura Fortini (Rai Radio 3, 1999-2000)
- Uomini e profeti, di Gabriella Caramore (Rai Radio 3, 1999-2000)
- Cavalleria rusticana, di Giovanni Verga, regia di Roberto Latini e Gianluca Misiti (Rai Radio 3, 2007)
- Splendore e morte di Joaquin Murieta bandito cileno giustiziato in California il 23 luglio 1853, di Pablo Neruda, regia di Roberto Latini (Rai Radio 3, 2007)
- E non potrete dimenticarmi mai più..., serata radiofonica dedicata ad Antonin Artaud, regia di Roberto Latini (Rai Radio 3, 2011)
- Caligola, da Albert Camus, adattamento e regia di Roberto Latini (Rai Radio 3, 6 novembre 2013)
- Siete in ritardo, figli. Giovani e adulti secondo Pier Paolo Pasolini, progetto di Lorenzo Pavolini e Roberto Latini (Rai Radio 3, 5 settembre 2015)

## Opere
- Roberto Latini, Clarissa Veronico, Nnord. Liquidi e liquefatti, Lecce, Pensa MultiMedia, 2009, ISBN 9788882326586
- Marilina Ciaco, Ilaria Drago, Roberto Latini, Entra nel mare... entra nel viaggio..., Bologna, Associazione parenti delle vittime della strage di Ustica, 2018

## Riconoscimenti
- 2011 – Premio Sipario per Noosfera Lucignolo
- 2014 – Premio Ubu Miglior attore o performer per Il servitore di due padroni
- 2015 – Premio della Critica ANCT per I giganti della montagna
- 2017 – Premio Ubu Miglior Attore o performer per Cantico dei Cantici
- 2021 – Premio Le Maschere del Teatro italiano Miglior spettacolo di prosa per Mangiafoco, regia di Roberto Latini